# Aikanã jezik
Aikanã jezik (corumbiara, huari, kolumbiara, tubarão, uari, wari; ISO 639-3: tba), neklasificirani jezik iz Brazila kojim se služe Indijanci Aikaná zapadno od Vilhene na području države Rondônia, odnosno na Terra Indígena Tubarão/Latundê (općina Vilhena), Posto Indígena Rio Guaporé (općina Guajaramirim), Terra Indígena Kwazá do São Pedro, Vilhena i Porto Velho. Po jednoj klasifikaciji pripada porodici huari, i preko nje u veliku porodicu Macro-Tucanoan.  Tovar i Larrucea de Tovar (1984: 80) ga smatraju izoliranim jezikom
90 govornika (1986 SIL); 180 (2005). Postoje dva dijalekta u dva sela, to su massaká (masaká, massaca) u Rio do Ouro, i Tubarão u selu Gleba ili Tubarão

## Vanjske poveznice
- Ethnologue (14th)
- Lengua Aikaná
- A. Fabre Aikanã